# Муйдинов, Махмуд Муйдинович
Махмуд Муйдинов (1939 — ?) — слесарь-жестянщик Ташкентского завода сельскохозяйственного машиностроения имени К. Е. Ворошилова Министерства тракторного и сельскохозяйственного машиностроения СССР, Герой Социалистического Труда (10.03.1981). Член КПСС с 1970 г.
Родился в деревне в Ферганской области, сын потомственного хлопкороба из колхоза «Пахтакайнар» (Узбекистанский район).
После окончания школы работал на фабрике кожевенно-галантерейных товаров. Затем служил в армии. После увольнения в запас вернулся на фабрику и работал там около года.
С 1962 г. слесарь-жестянщик, сварщик по контактной сварке, с 1965 г. бригадир слесарей Ташкентского завода сельскохозяйственного машиностроения имени К. Е. Ворошилова (Ташсельмаш).
Уже в первый год работы выполнял нормы выработки на 130 процентов, во время перед началом уборки хлопчатника, когда нужно было срочно доделывать уборочные машины, — на 150 процентов.
По итогам работы в 8-й пятилетке награждён орденом «Знак Почёта» (1971), по итогам 9-й пятилетки, в которой выполнил два задания — орденом Ленина (1976).
Герой Социалистического Труда (10.03.1981).
На XXV съезде КПСС избран членом Центральной ревизионной комиссии.
С 1976 г. депутат, с 1980 г. член Президиума ВС Узбекской ССР.
Рационализатор и изобретатель. За активное рационализаторское творчество награждён дипломом ВДНХ и автомобилем «Москвич».
С 1984 г. на ответственной работе в ЦК Компартии Узбекистана.
Сочинения:
- Годы в моей жизни [Текст] : [Рассказ слесаря з-да «Ташсельмаш»] : [Пер. с узб.] / М. Муйдинов. — Ташкент : Узбекистан, 1975. — 16 с.; 16 см. — (Герои девятой пятилетки).
- Человек возвеличен трудом : [Рассказ бригадира слесарей Ташк. машиностроит. з-да] / Махмуд Муйдинов; [Лит. запись Т. Тошева]. — Ташкент : Узбекистан, 1981. — 95 с. : ил.; 17 см. — (Победители соц. соревнования).

Жена — Муйдинова Мамлакат Якубовна — бригадир, передовик производства, депутат ВС Узбекской ССР.